# 板橋区立富士見台小学校
板橋区立富士見台小学校（いたばしくりつふじみだいしょうがっこう）は東京都板橋区にある小学校で、1954年（昭和29年）に開校した。2024年度現在、児童数は394人の中規模小学校（2クラス×6学年の12学級）。

## 特徴
- 約300人が入れる、給食ホールがある。
- 教室の外は廊下ではなくワークスペースになっている。
- 建物の構造が複雑。

## 歴史
- 1954年 開校
- 1955年 火事で2教室焼失。
- 1963年 体育館落成。
- 1972年 安全優良校として、都教育委員会から表彰。
- 1975年 新校舎落成。
- 1976年 給食優良校として、文部大臣から表彰。
- 1977年 給食指導で、都教育委員会から、表彰。文部大臣視察来校。
- 1994年 板橋区学校保健大会健康優良校（給食活動）として区から表彰。
- 1995年 給食活動で都教育委員会から表彰。

## 教育目標
強く
正しく
美しく

## 最多・最少児童数
- 最多‐昭和34年 860人
- 最少‐平成11年 215人

## ゆかりのある人物
- 藤坂宏子（校長として）
- 吉田俊之 - トロンボーン奏者。元スペクトラム、現在BLUFFメンバー